# Масіра
Масіра (араб. مصيرة) - острів в Аравійському морі, поблизу східного узбережжя Оману. Простягнувся з північного сходу на південний захід на 95 км при ширині від 12 до 14 км. Площа острова становить 649 км². Населення - близько 12 000 чоловік (за даними перепису 2003 року - 9 292 особи), зосереджено головним чином в північній частині острова.

## Географія

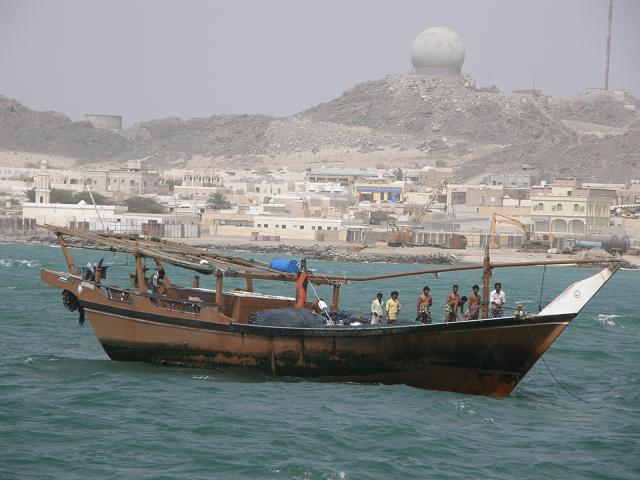
Вид на острів

Розташований за 19 км від узбережжя Аравійського півострова. Рельєф переважно горбистий, особливо на сході Масіри. На півночі острова піднімається плато. Уздовж західного узбережжя розташовані низькі пагорби, відокремлені від гряди східного узбережжя великою піщаною рівниною.
Клімат тропічний спекотний. Найтепліший місяць - травень, коли середня температура досягає + 35,4 °C. Острів знаходиться в зоні активності руйнівних тропічних циклонів.

## Природа
Для острова Масіра характерні пустельні, напівпустельні і саванні ландшафти. Флора і фауна суші бідні. Однак пляжі Масіри - важливе місце для розмноження морських черепах. Біля острова зустрічаються коралові рифи з багатою морською фауною.

## Економіка
На острові є оманська військово-повітряна база, завод по переробці риби і кілька сіл. Є поромний зв'язок з материком. Основу економіки складають рибальство і виробництво текстилю. Раніше було також поширено традиційне суднобудування.

## Галерея

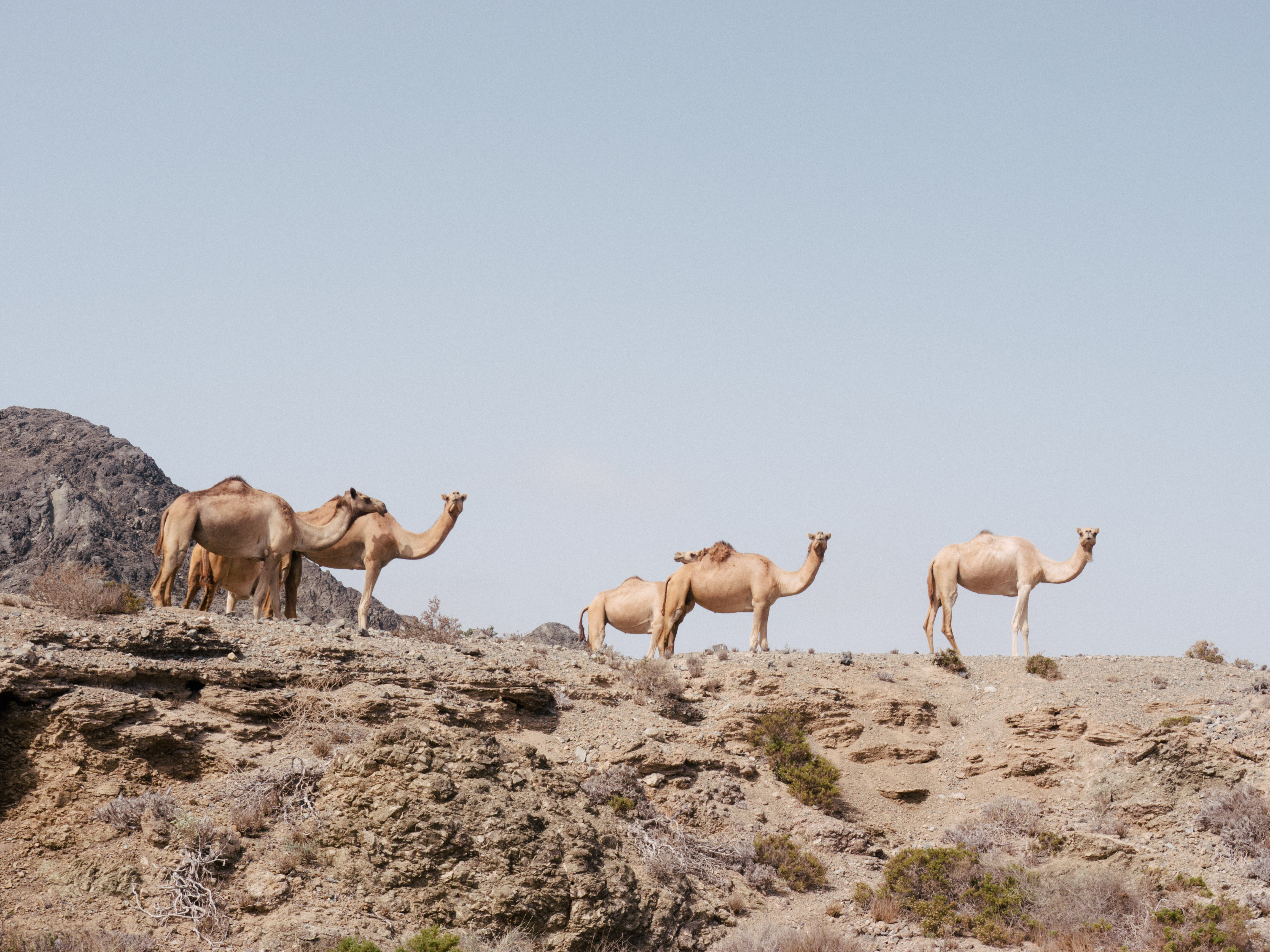
Верблюди на Масірі
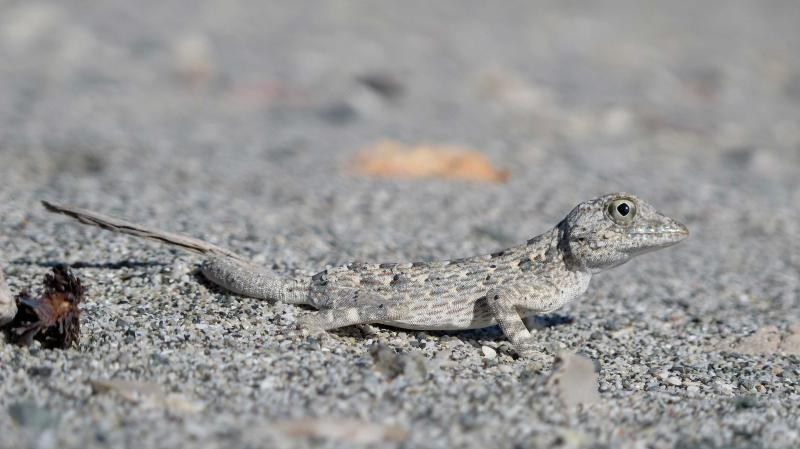
Ящірка — типовий представник місцевої фауни
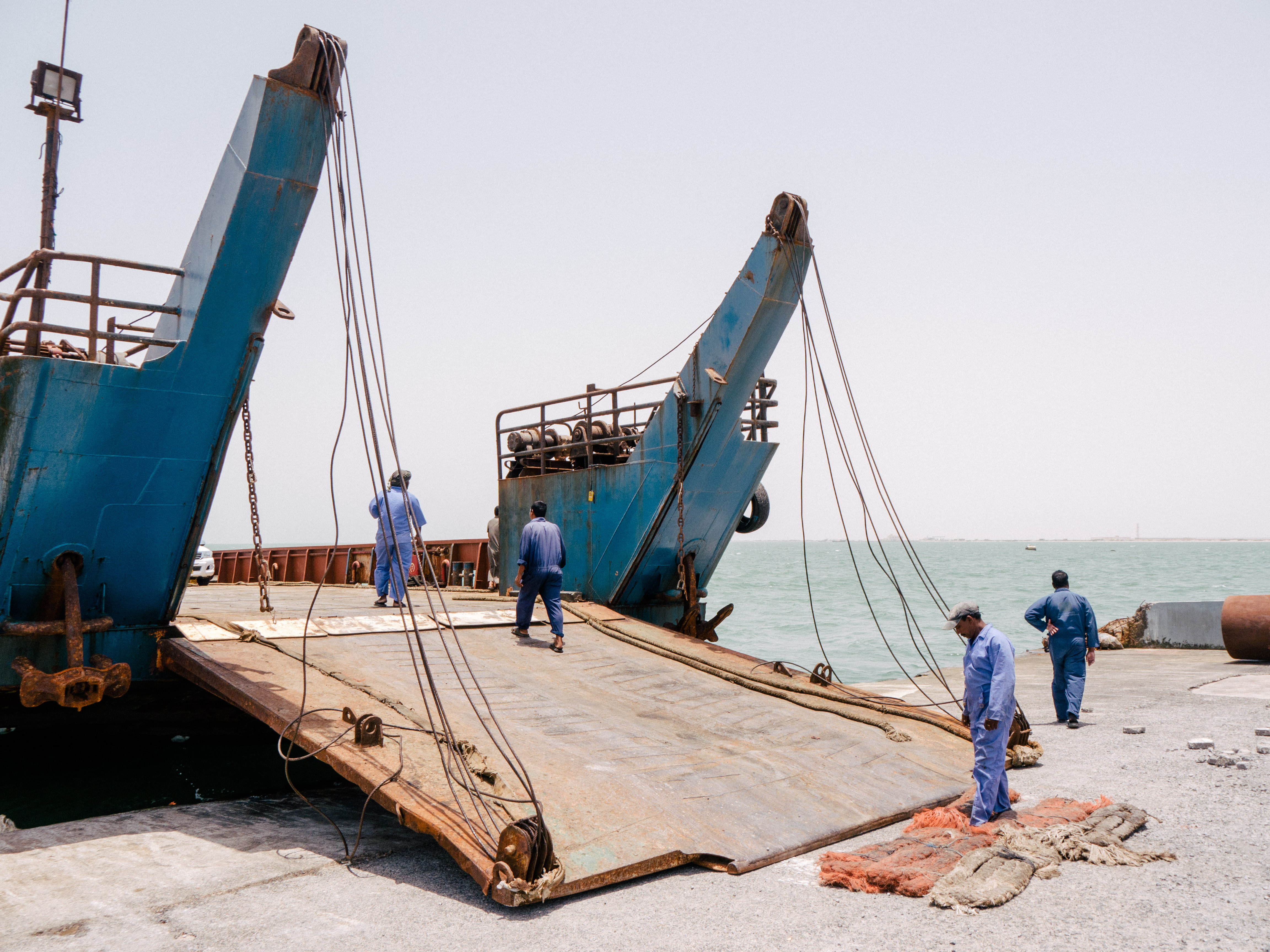
Поромна пераправа
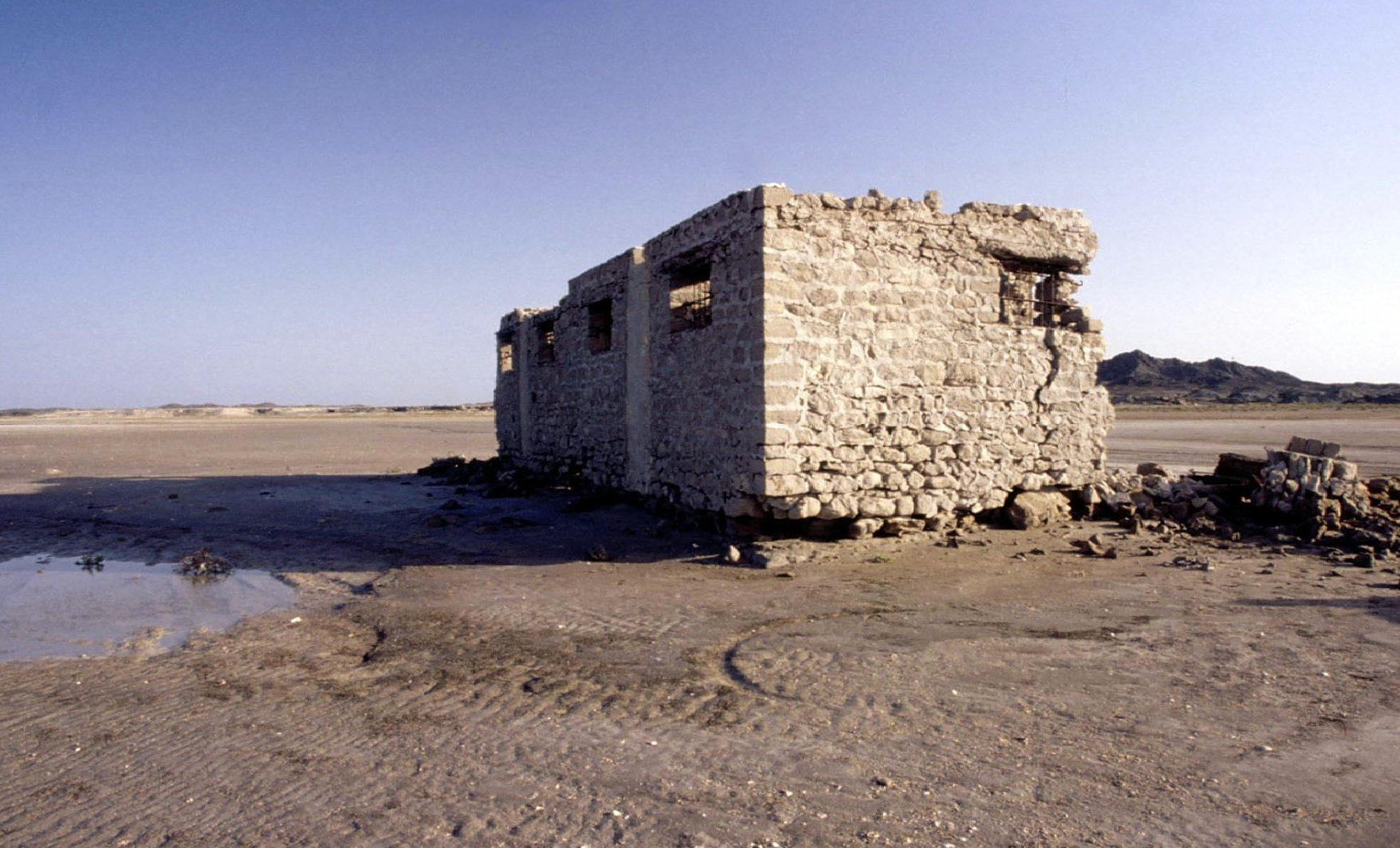
Залишки будинку британської військової бази 1930-х років.